# Louis Caravaque
Louis Caravaque (ou Gavaraque) est un peintre portraitiste français, né le 31 janvier 1684 à Marseille et mort le 9 juin 1754 à Saint-Pétersbourg. 

## Biographie
Louis Caravaque est le fils de Jean-Baptiste Caravaque (Toulon, 1630-1709), sculpteur, conducteur des ouvrages de menuiserie des galères et des bâtiments de l'arsenal, et de Claire Puget (1655-1709), une nièce de Pierre Puget qu'il a épousé en 1669, et beau-frère du sculpteur et architecte Nicolas Pineau, cousin du sculpteur François Caravaque.

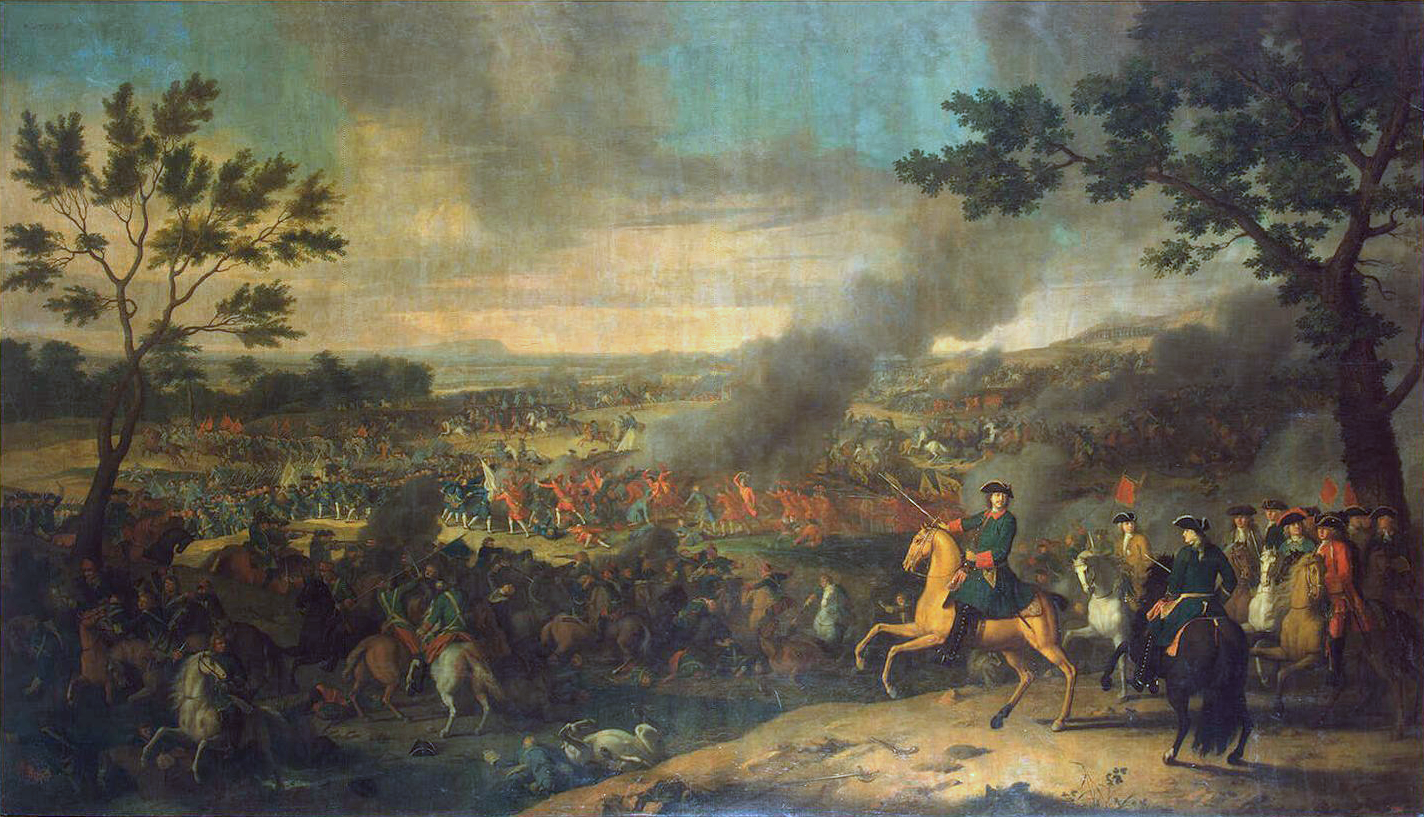
La bataille de Poltava.

En 1716 il rejoint Saint-Pétersbourg pour honorer un contrat de portraitiste de la cour de Russie d'une durée de trois années. Il peint notamment le portrait de Pierre le Grand  à Astrakhan et la Bataille de Poltava (1718). Ses œuvres lui valent énormément de succès, si bien qu'il fonda sa propre école de peinture. Elle sera le prélude à l’Académie Impériale des Beaux Arts de Russie. Il fut également chargé de la direction de la manufacture impériale (russe) de tapisseries.

## Peintures
Les principales œuvres de Caravaque sont des portraits de la famille du tsar : portrait de Pierre-le-Grand  en 1716 à Astrakhan, autre portrait du même en 1723, en costume impérial ; portrait de la femme de Pierre-le-Grand, Catherine ; trois portraits de l'impératrice Anne ; deux portraits de l'impératrice Elisabeth.
L'appréciation critique des œuvres est variable.

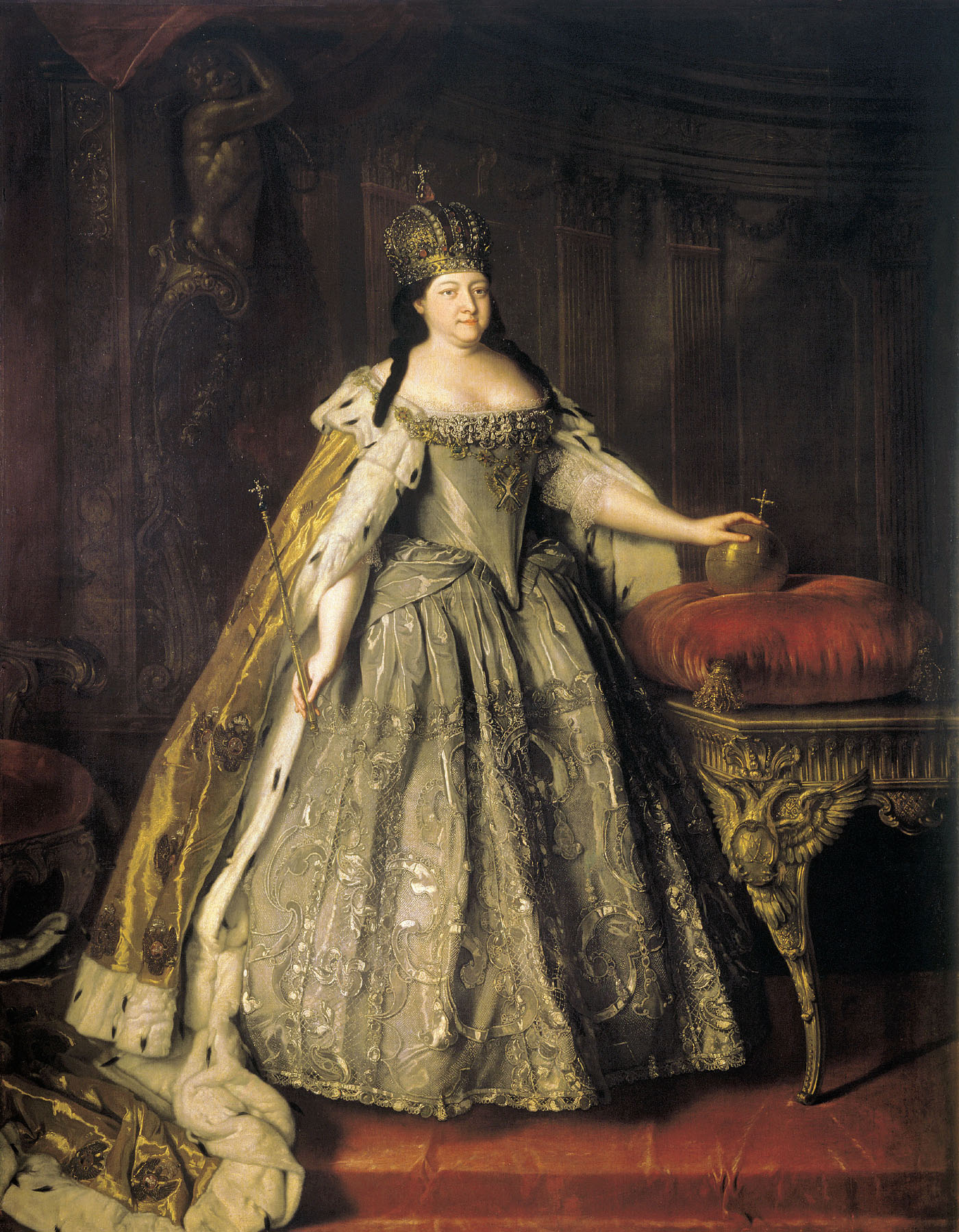
Portrait d'Anne Ire de Russie, 1730. Actuellement à la Tretyakov Gallery de Moscou.
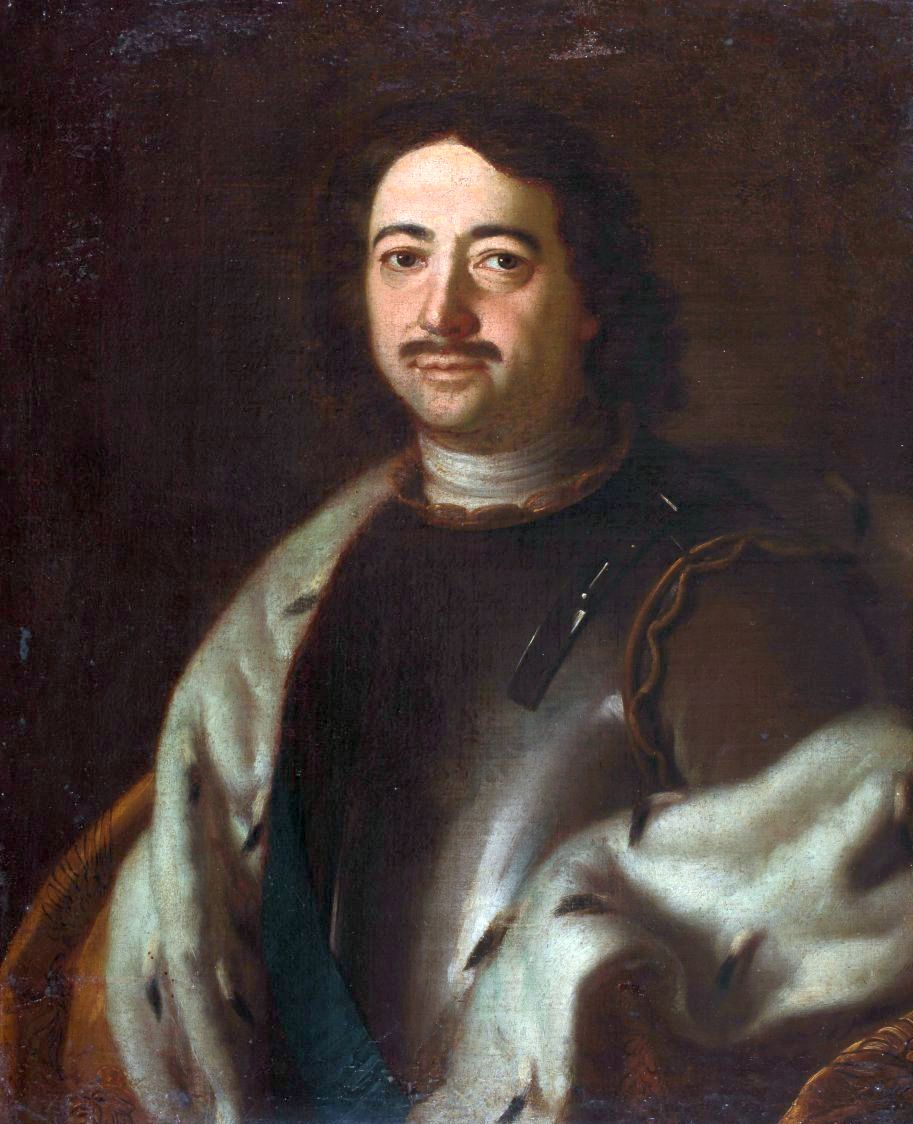
Portrait de Pierre le Grand.
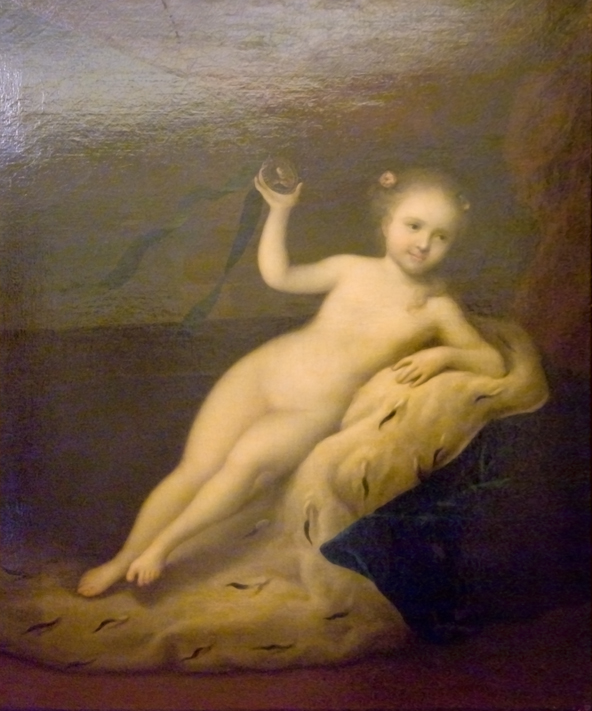
Portrait de la future impératrice Élisabeth en déesse. Portrait se trouvant actuellement au château des Ingénieurs de Saint-Pétersbourg.
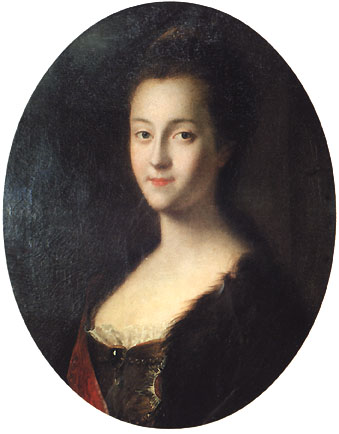
Portrait de Catherine II de Russie en 1745.
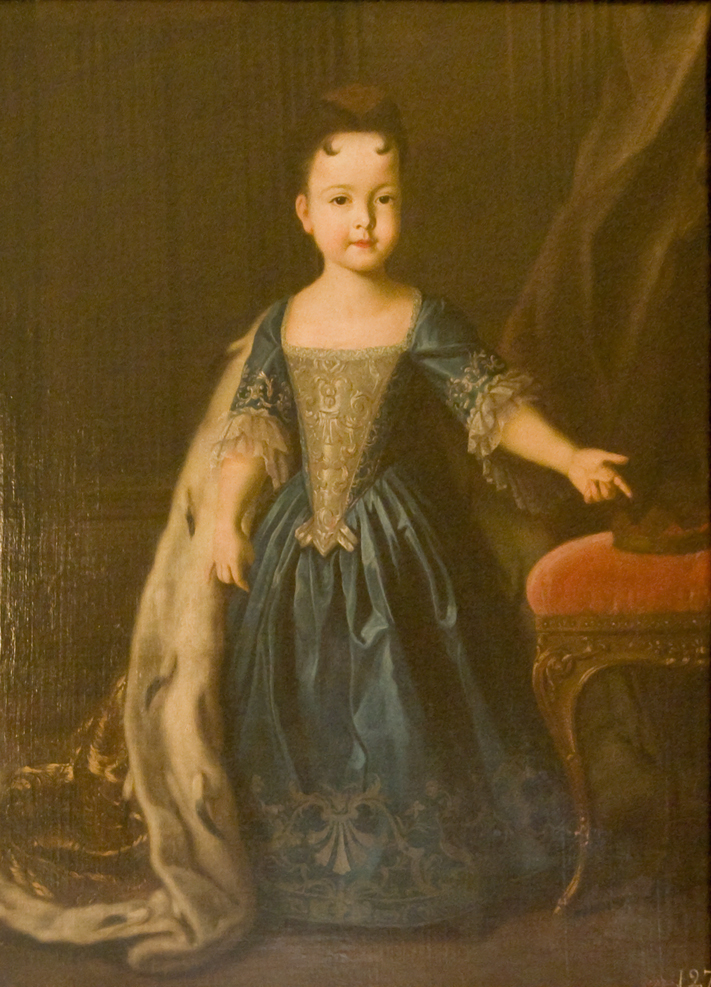
Portrait de Nathalie Petrovna de Russie (1718-1725), fille de Pierre le Grand, en 1722.
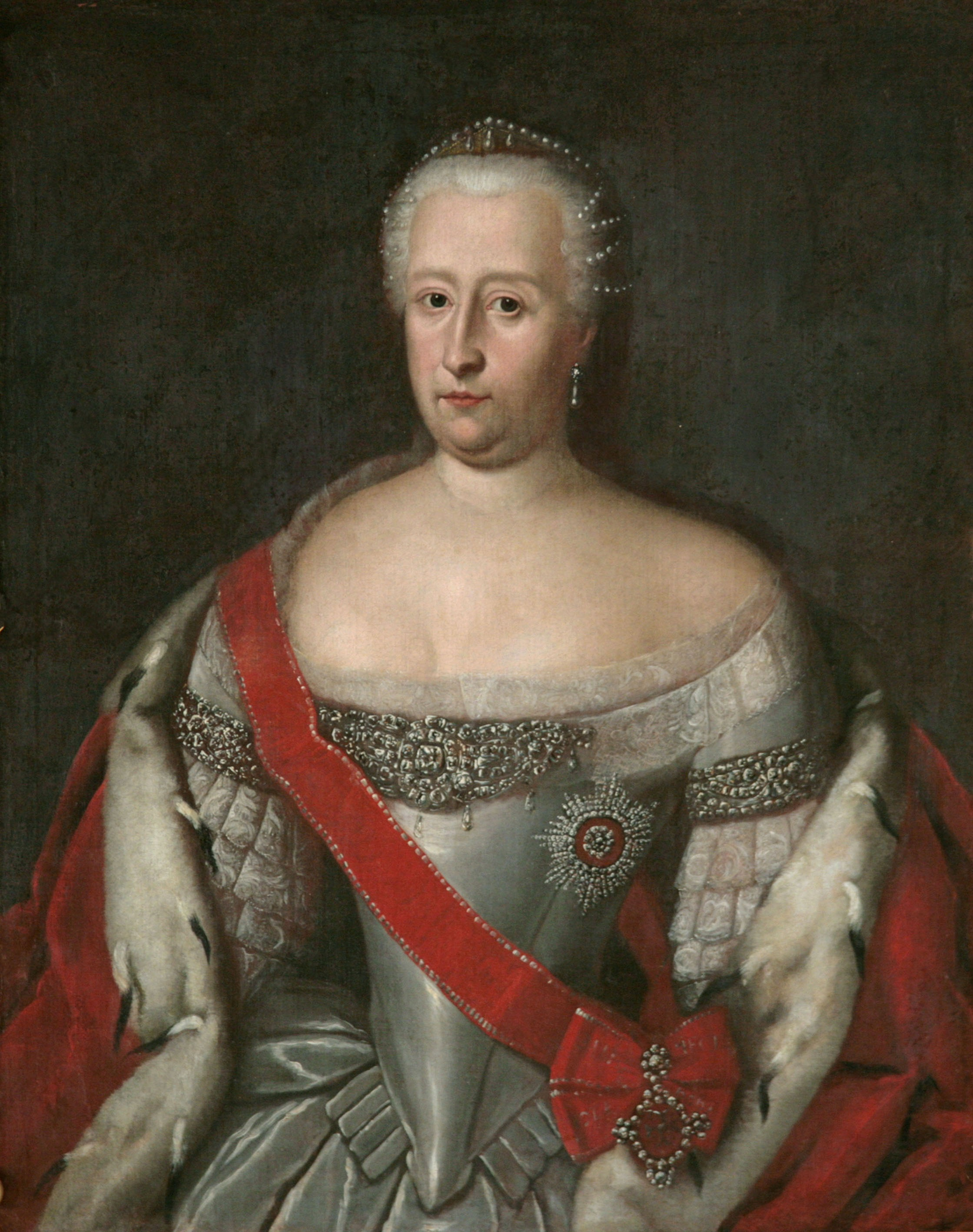
Duchesse de Courlande au Musée national d'histoire de Lettonie.

## Interprétation en gravure
- Son Portrait d'Élisabeth Petrovna, Impératrice de Russie a été gravé par Jean-César Macret.